# Mixorthezia spinosa
Mixorthezia spinosa är en insektsart som beskrevs av Konczné Benedicty och Kozár in Kozár 2004. Mixorthezia spinosa ingår i släktet Mixorthezia och familjen vaxsköldlöss.
Artens utbredningsområde är Ecuador. Inga underarter finns listade i Catalogue of Life.